# Font (arquitectura)

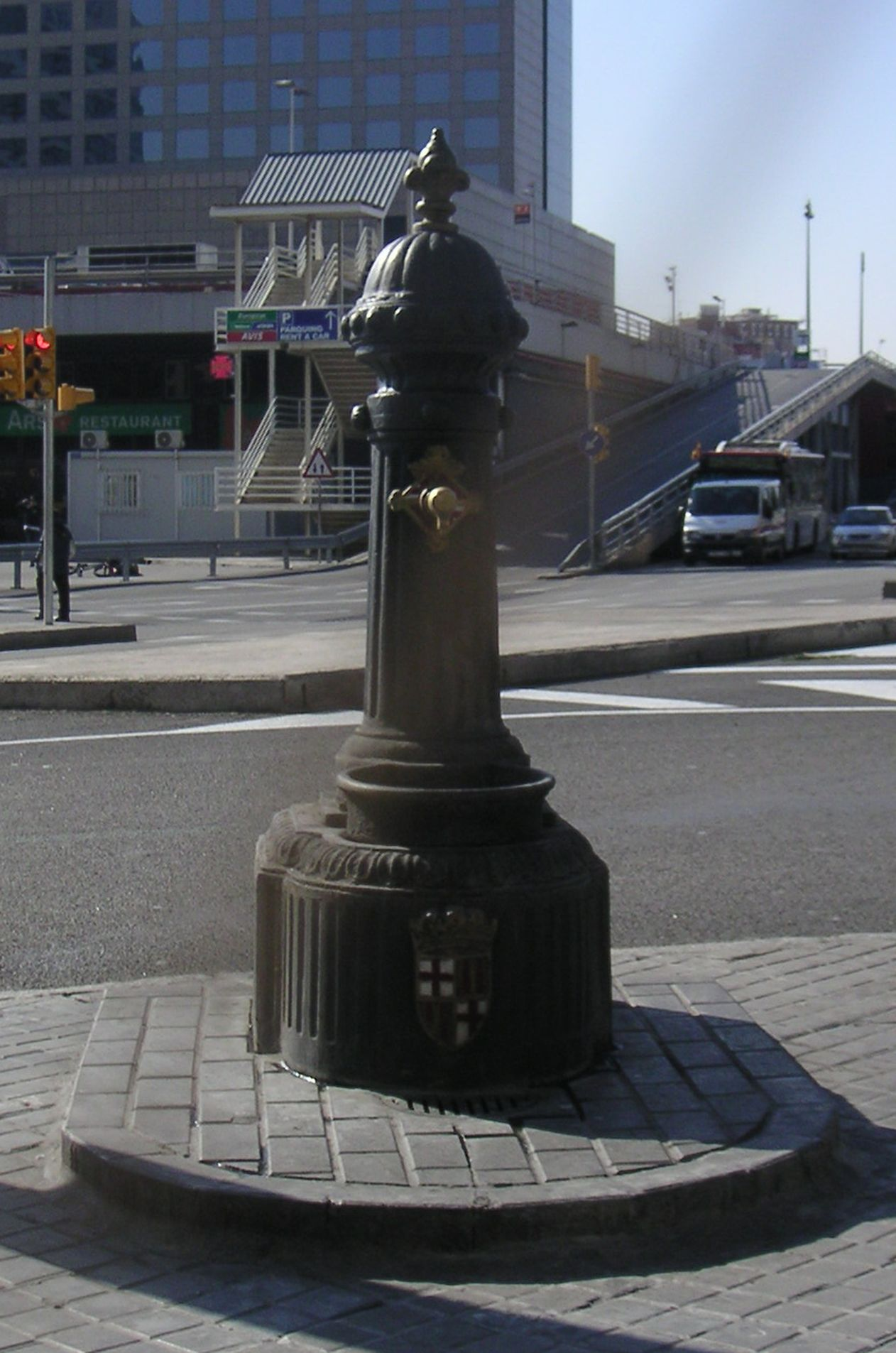
Font pública de columna d'una aixeta.

Una font artificial o brollador forma part del mobiliari urbà o particular d'una casa, per exemple en un jardí. Les fonts fabricades per l'home poden ser d'utilitat pràctica, si serveixen per abastir d'aigua les persones que no tenien aigua corrent a casa seva, o purament ornamental. Les fonts poden ser de pedra, metall o altre material.

### Fonts antigues

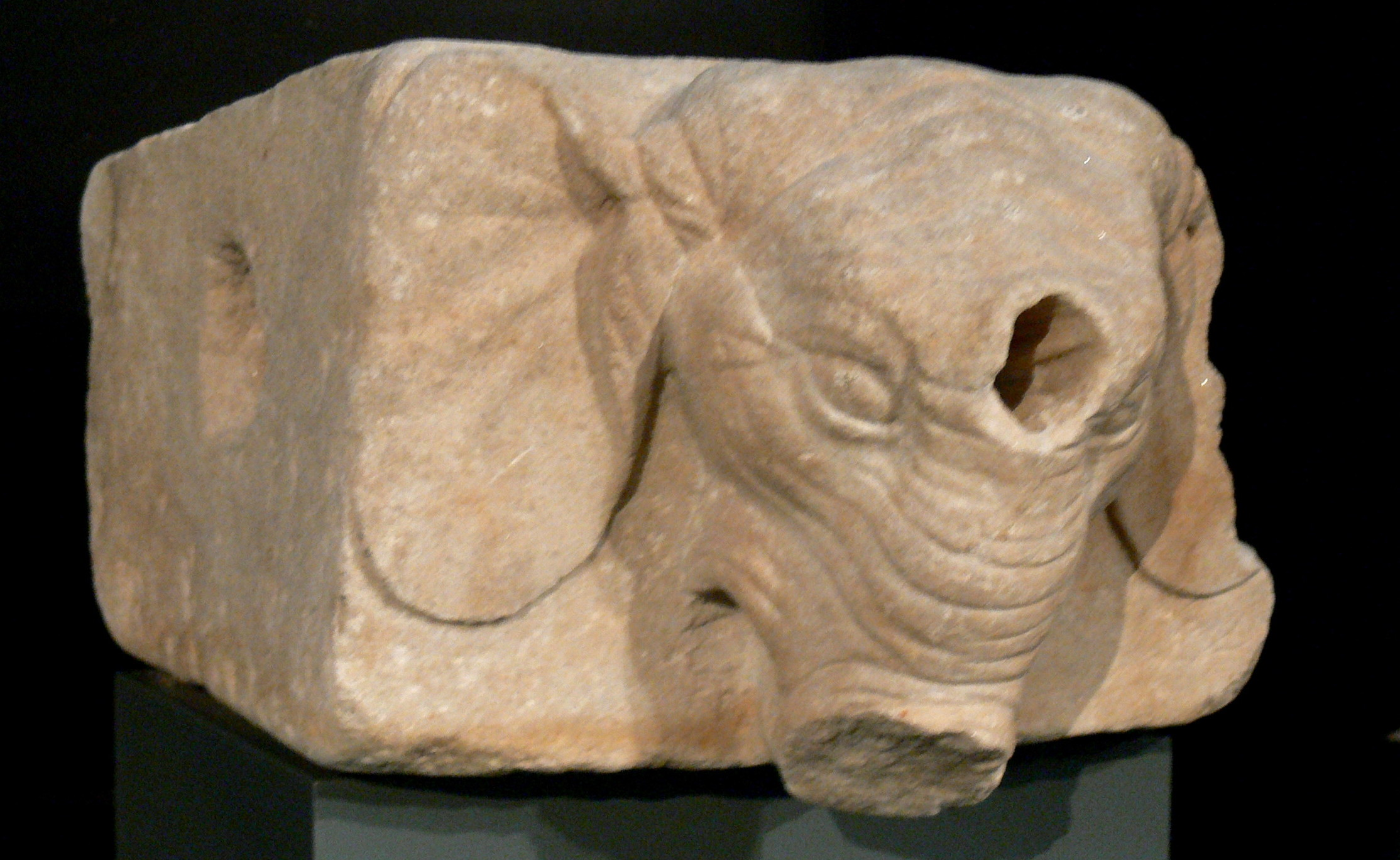
Cap de la font hel·lenística del museu de Pèrgam

### Antigues fonts romanes

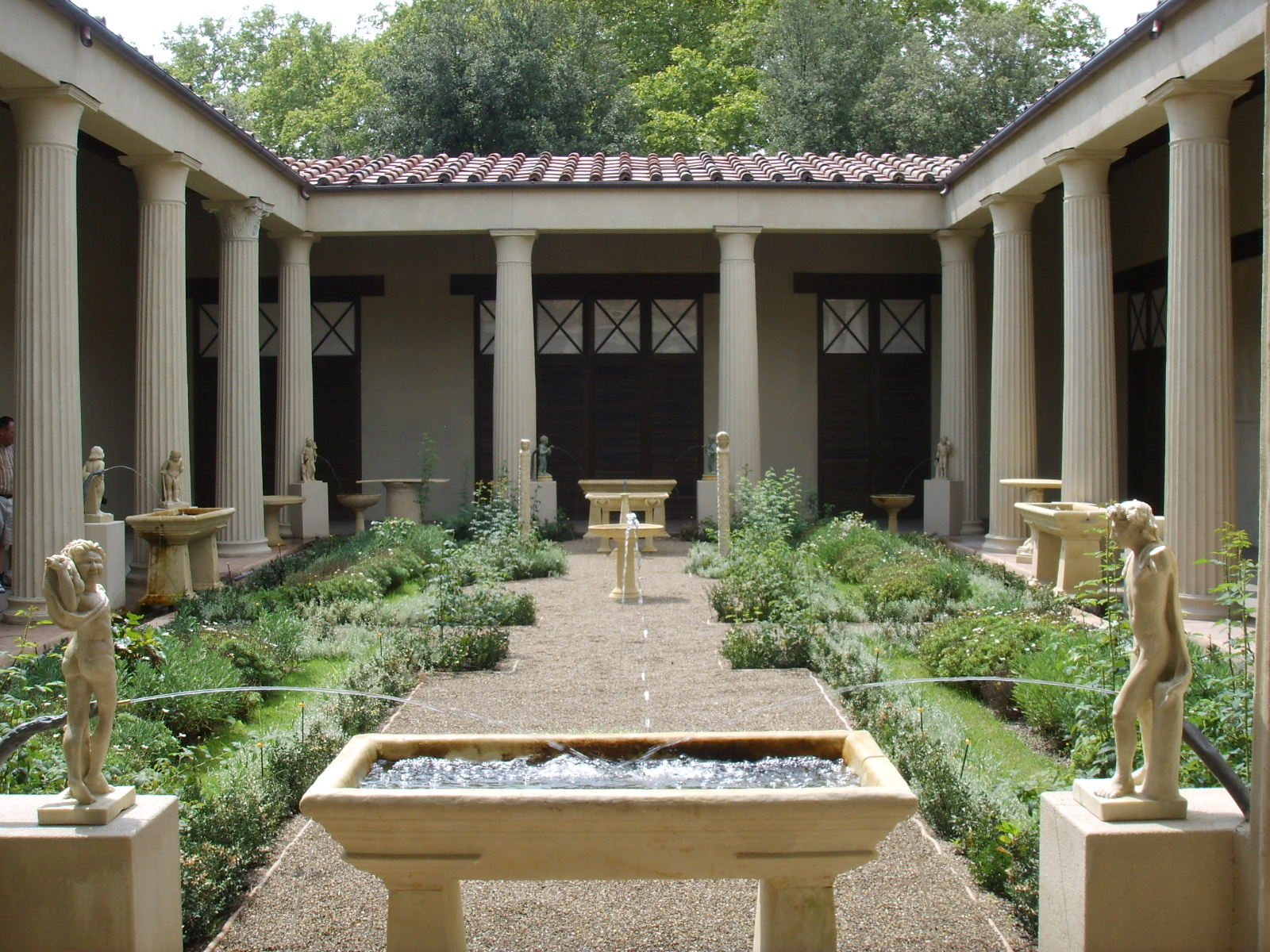
Reconstrucció d'una font del pati romà a Pompeia (segle I dC)

### Fonts medievals

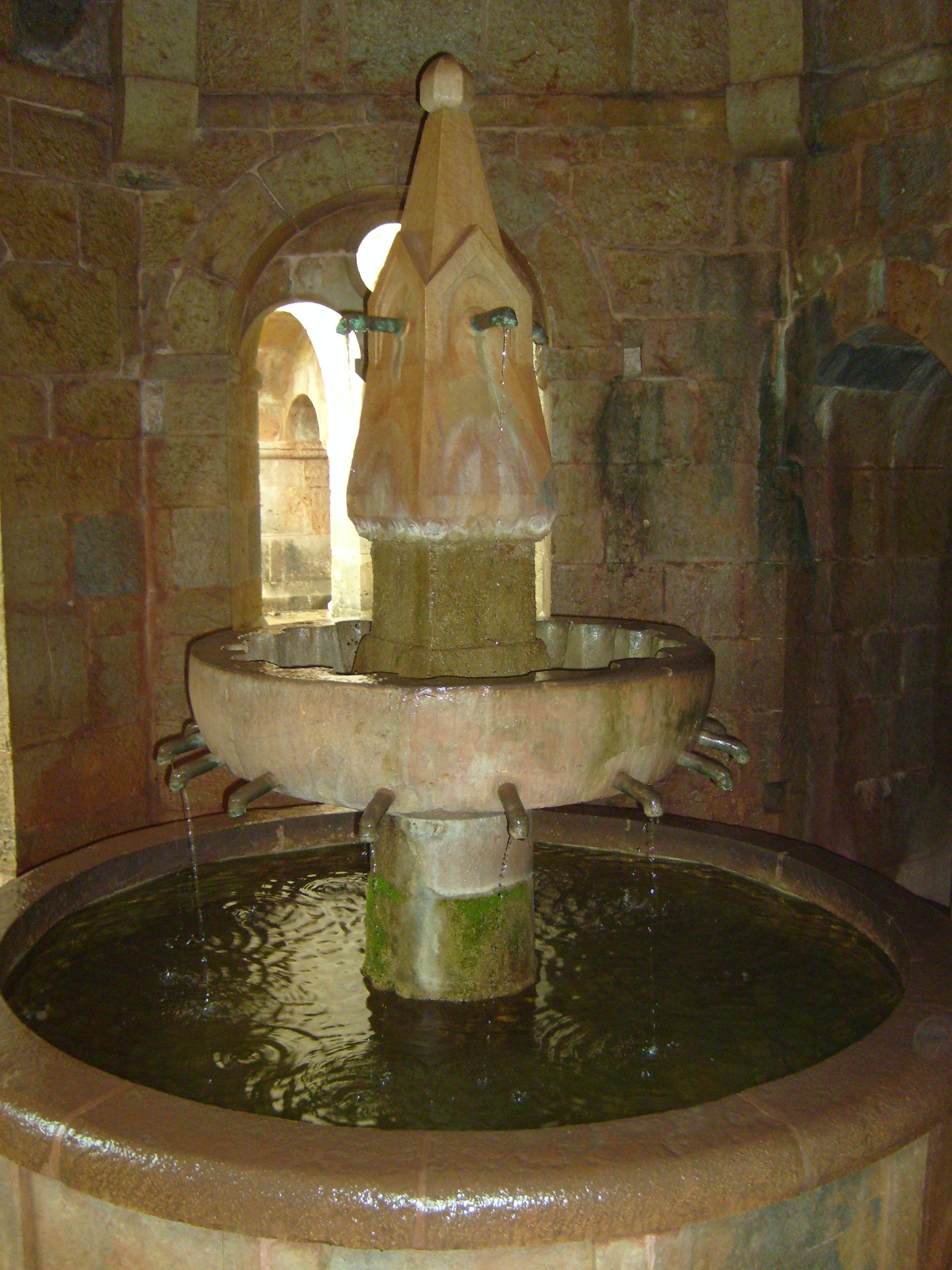
Lavabo a l'Abadia de Le Thoronet, Provença

### Fonts del món islàmic

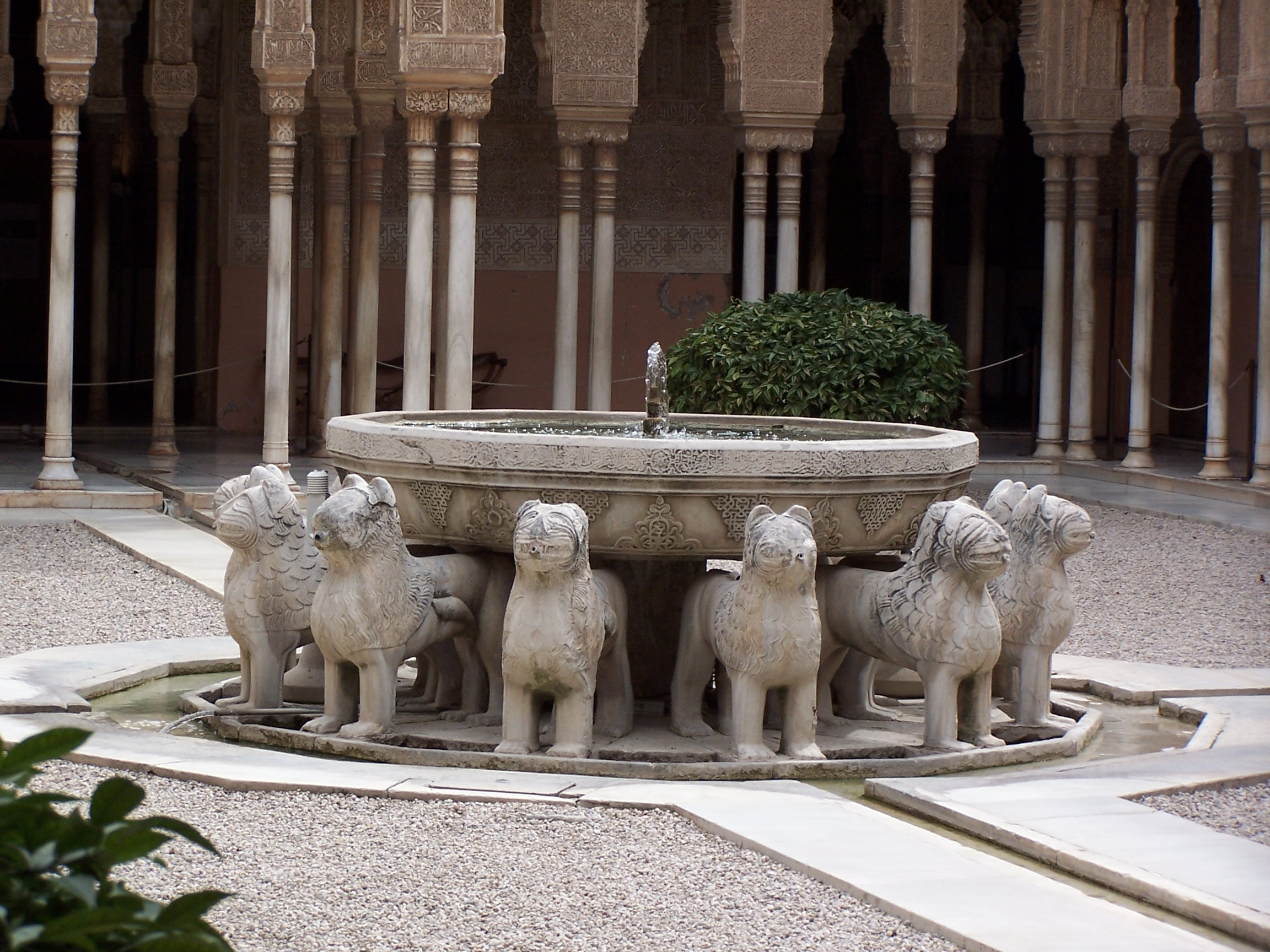
La font de la Cort dels lleons a l'Alhambra (segle XIV)

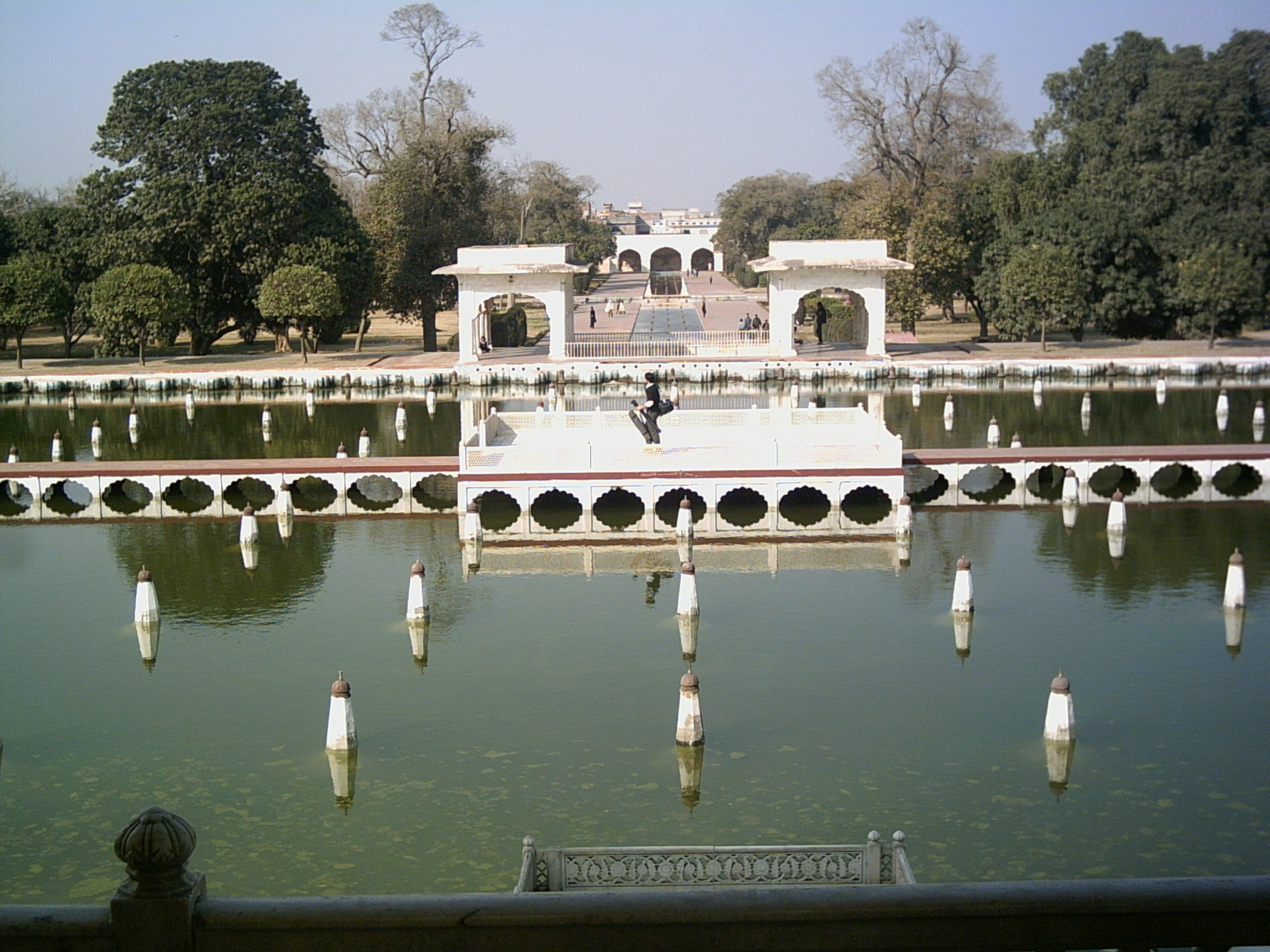
Jardins de Shalimar a Lahore, Pakistan (1641)

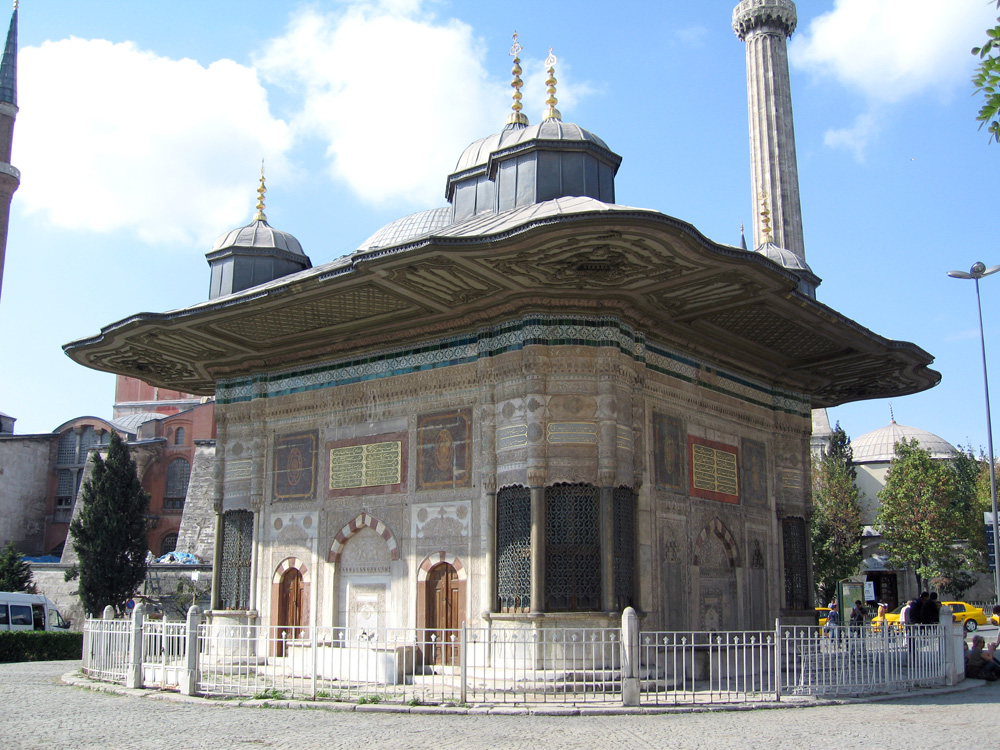
Font d'Ahmed III al costat del palau de Topkapı a Istanbul, Turquia.

### Fonts renaixentistes (segles XV-XVII)

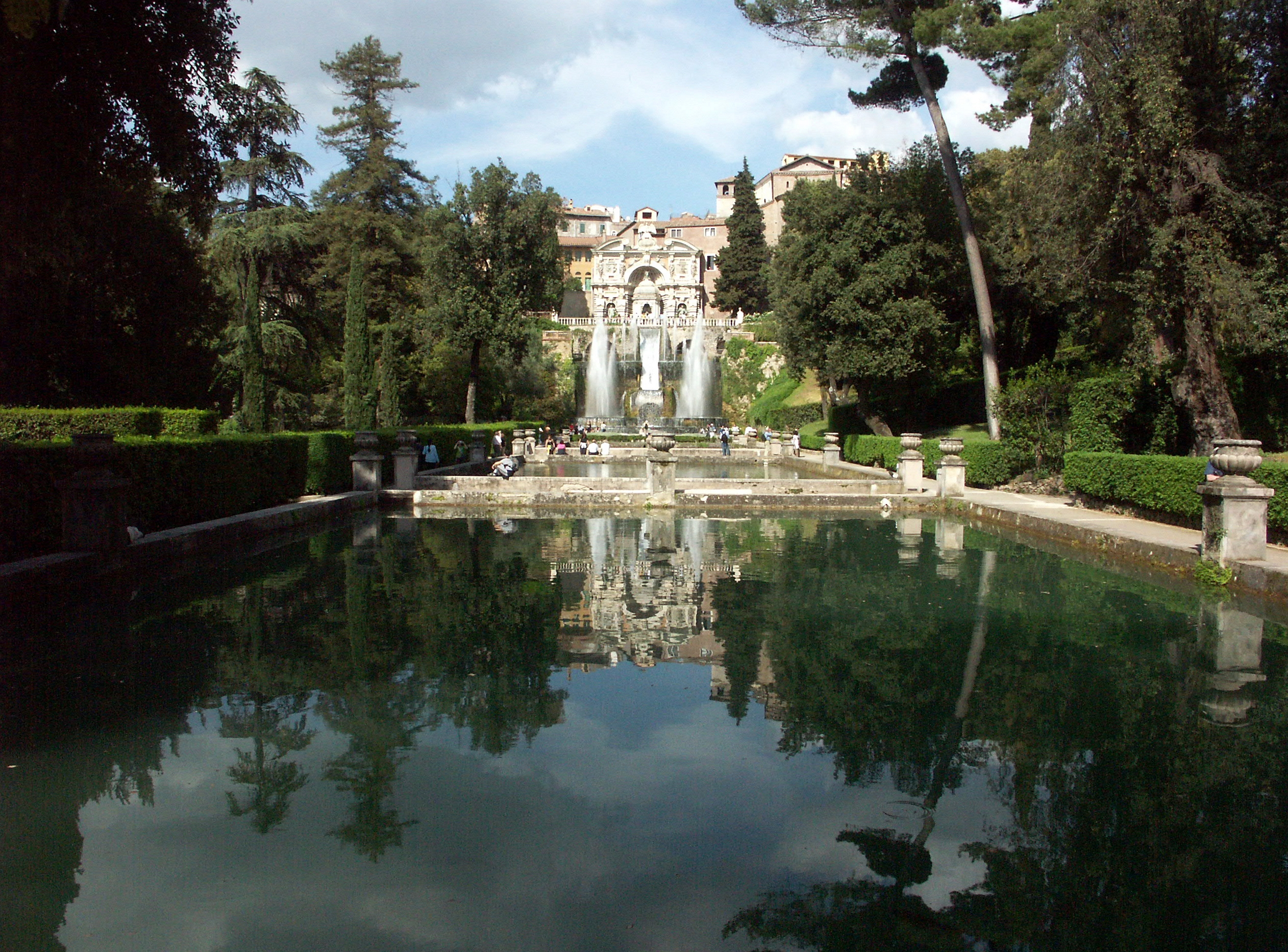
Tivoli, Villa d'Este

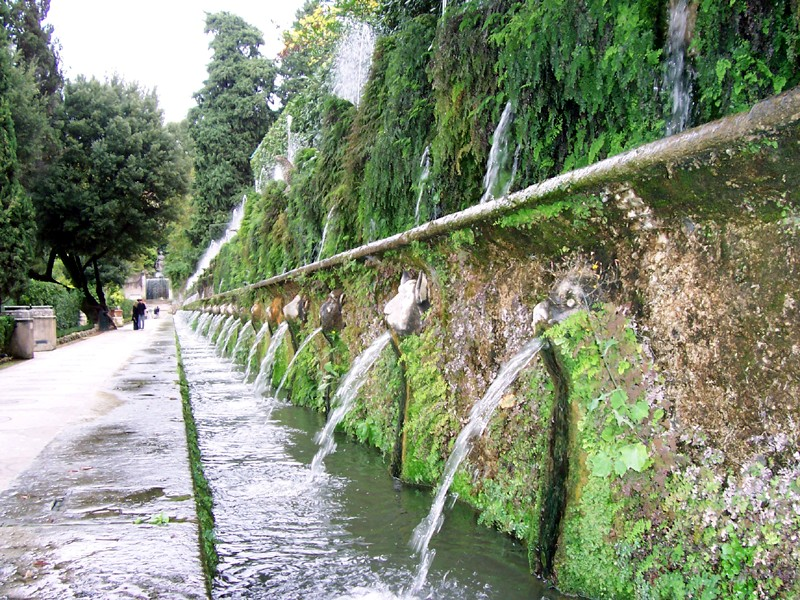
Le Cento Fontane (Les cent fonts)

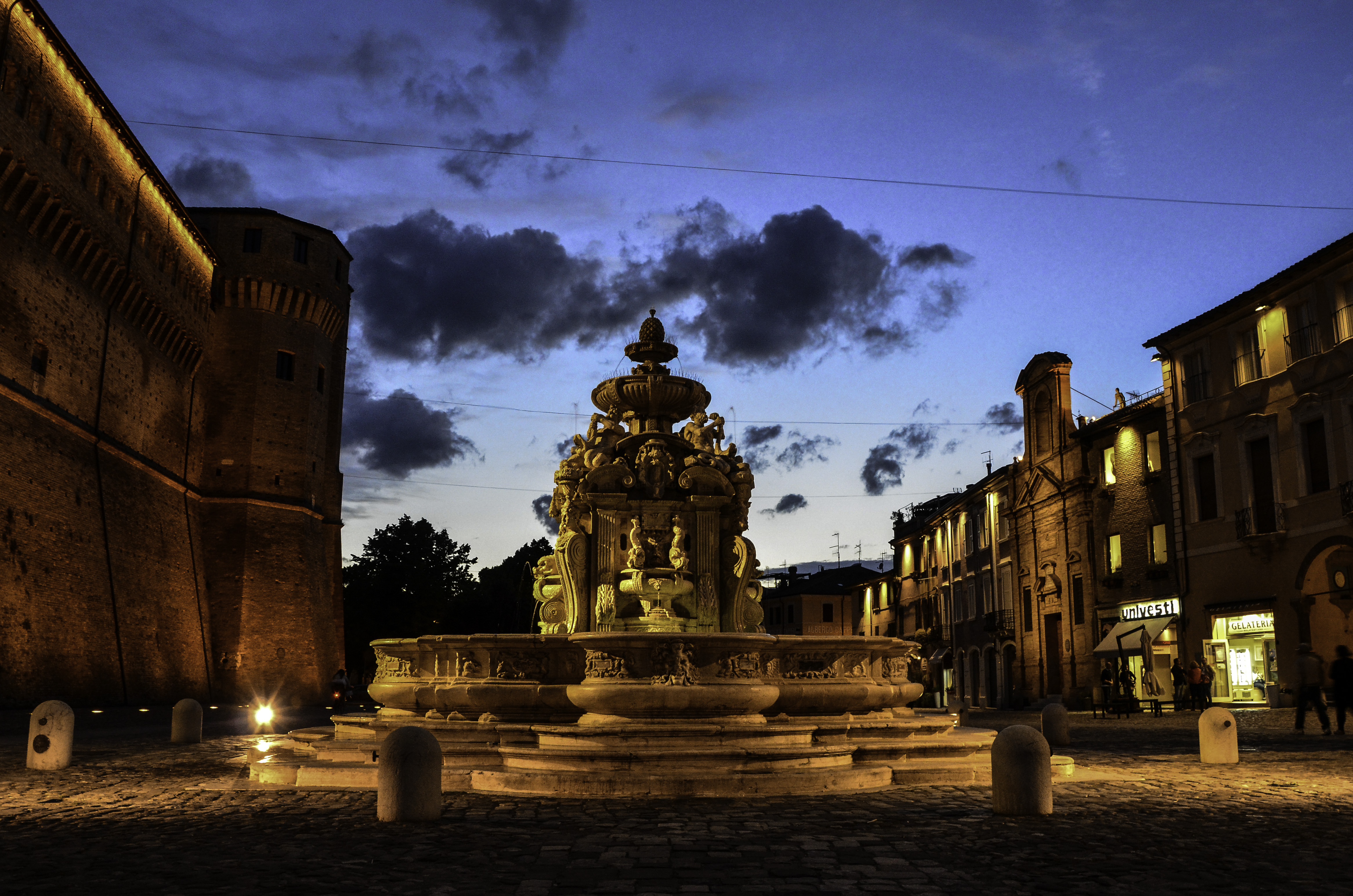
La Fontana Masini a la Piazza del Popolo a Cesena

#### Fonts barroques de Roma

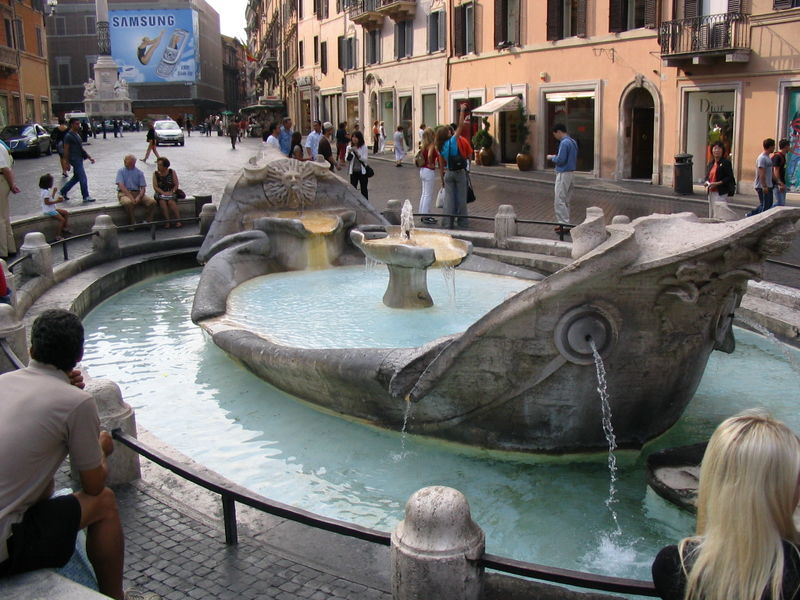
Fontana della Barcaccia, (1627)

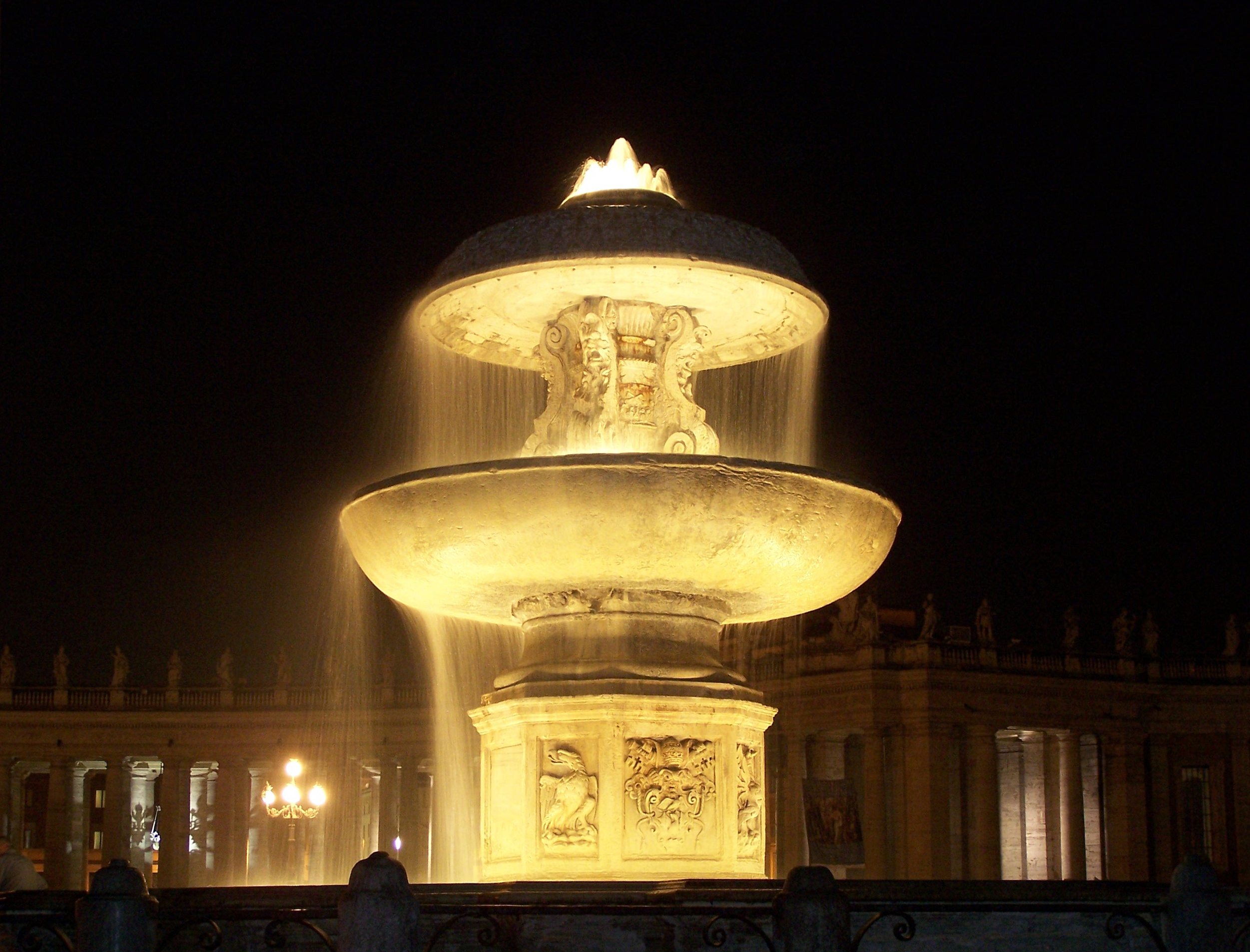
Fonts de la plaça de St. Peter per Carlo Maderno (1614) i Bernini (1677)

#### Fonts barroques de Peterhof

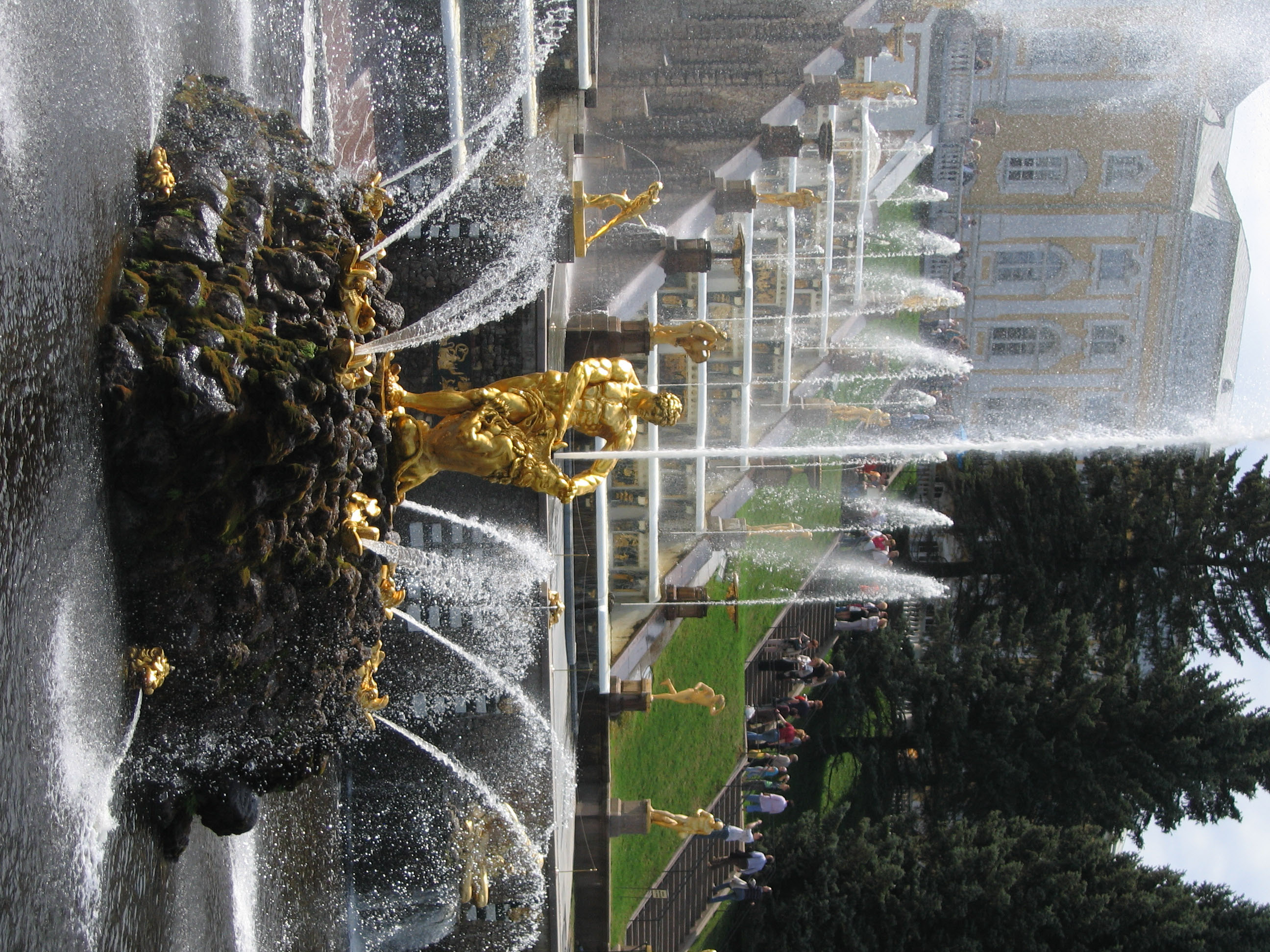
Samsó i la font del lleó al Palau de Peterhof, Rússia (1800–1802)

## Fonts de bany

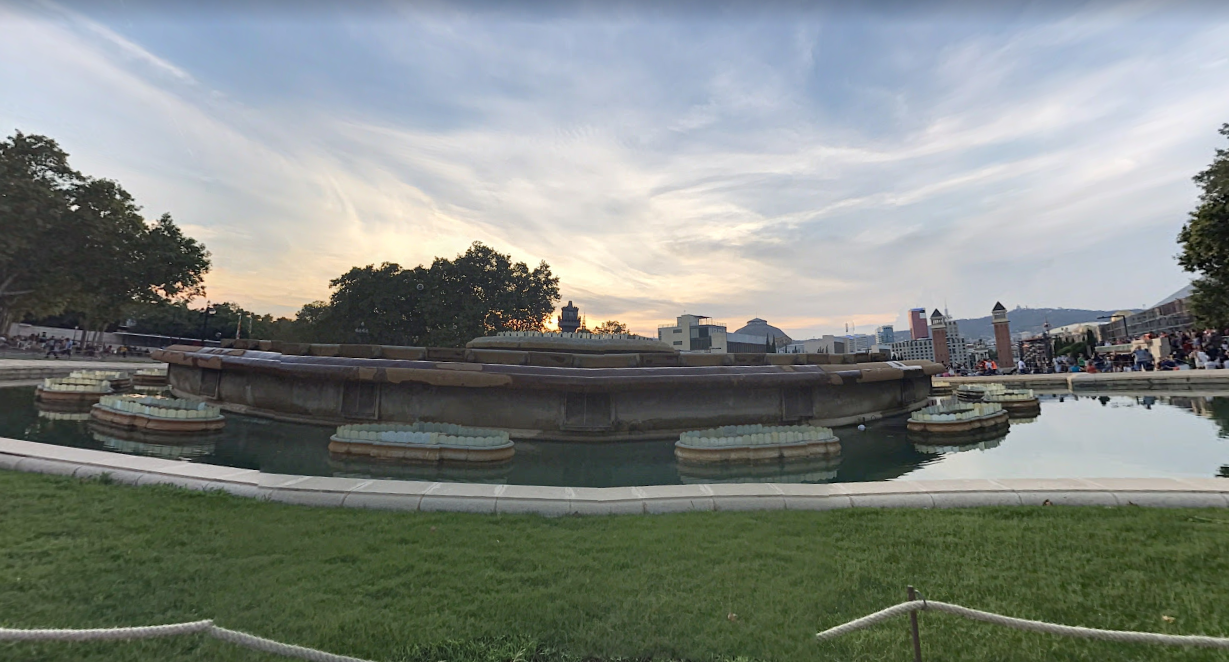
La font màgica a Monjuïc, Barcelona

## Història

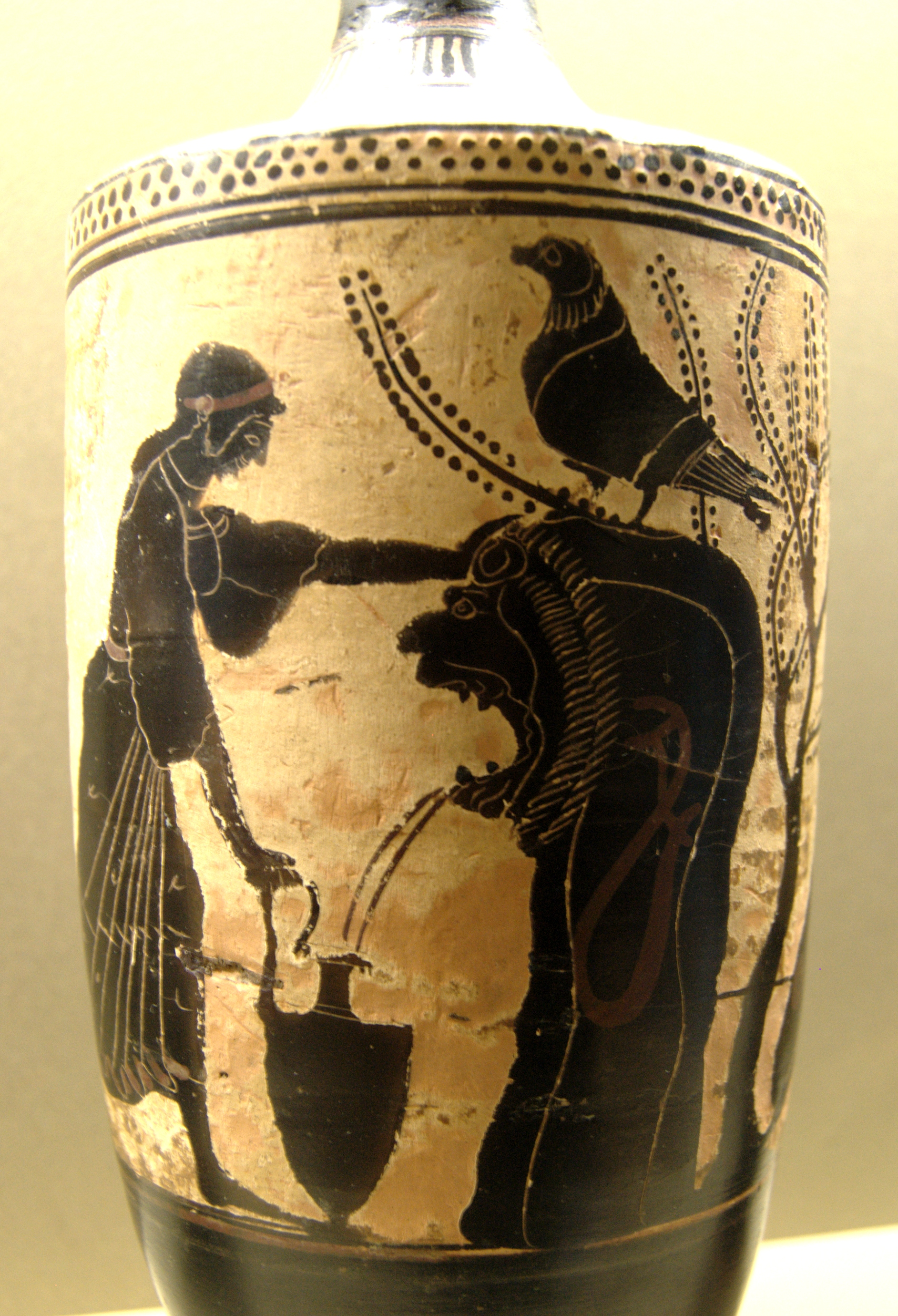
Gerro grec àtic del sud d'Itàlia, al voltant de 480 aC